# Onschuldige Kinderen

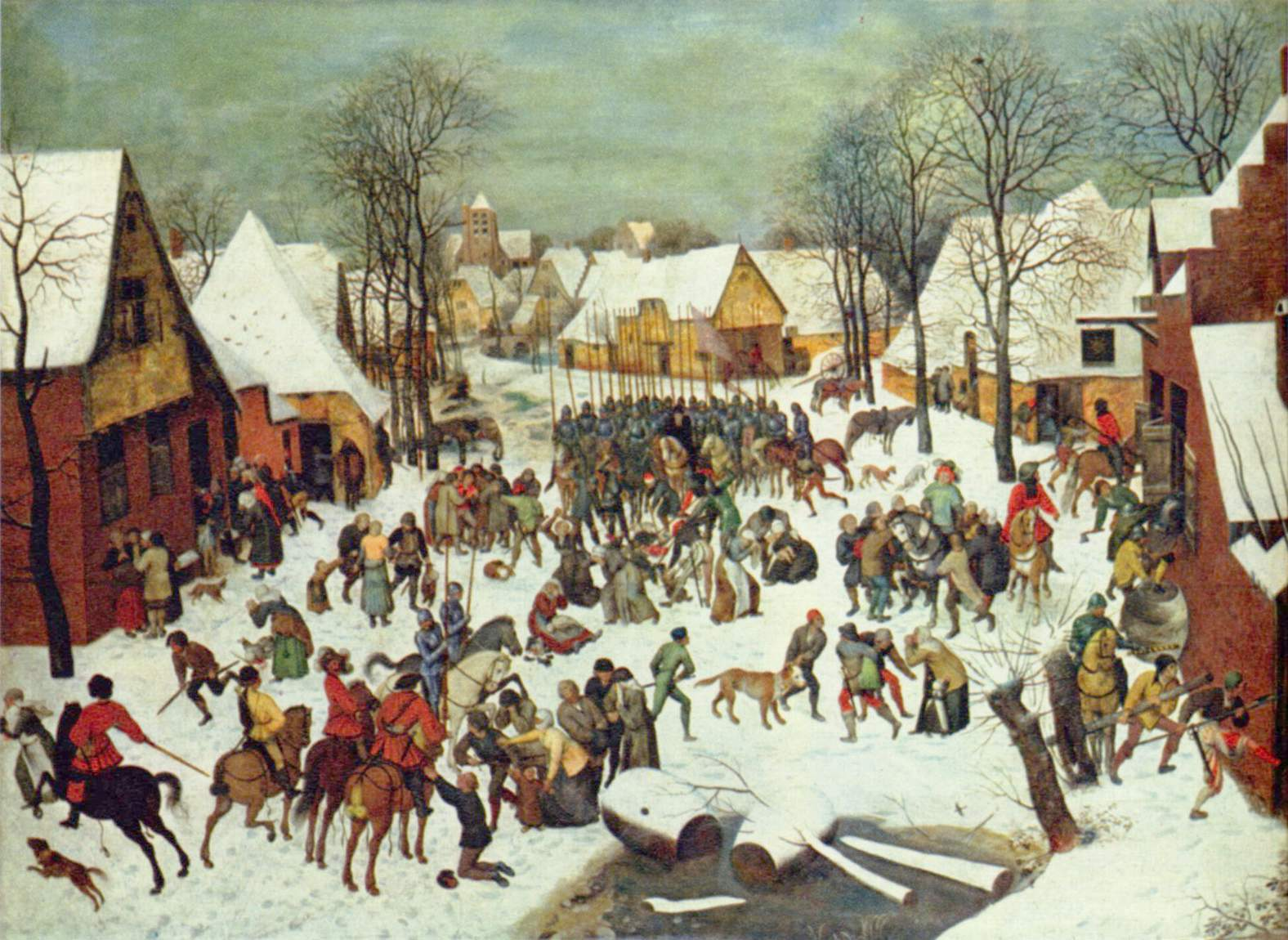
Pieter Brueghel de Jonge (1564–1638), De kindermoord te Bethlehem, olieverf op doek (111×160 cm) — 1610-1620. Kunsthistorisches Museum, Wenen.

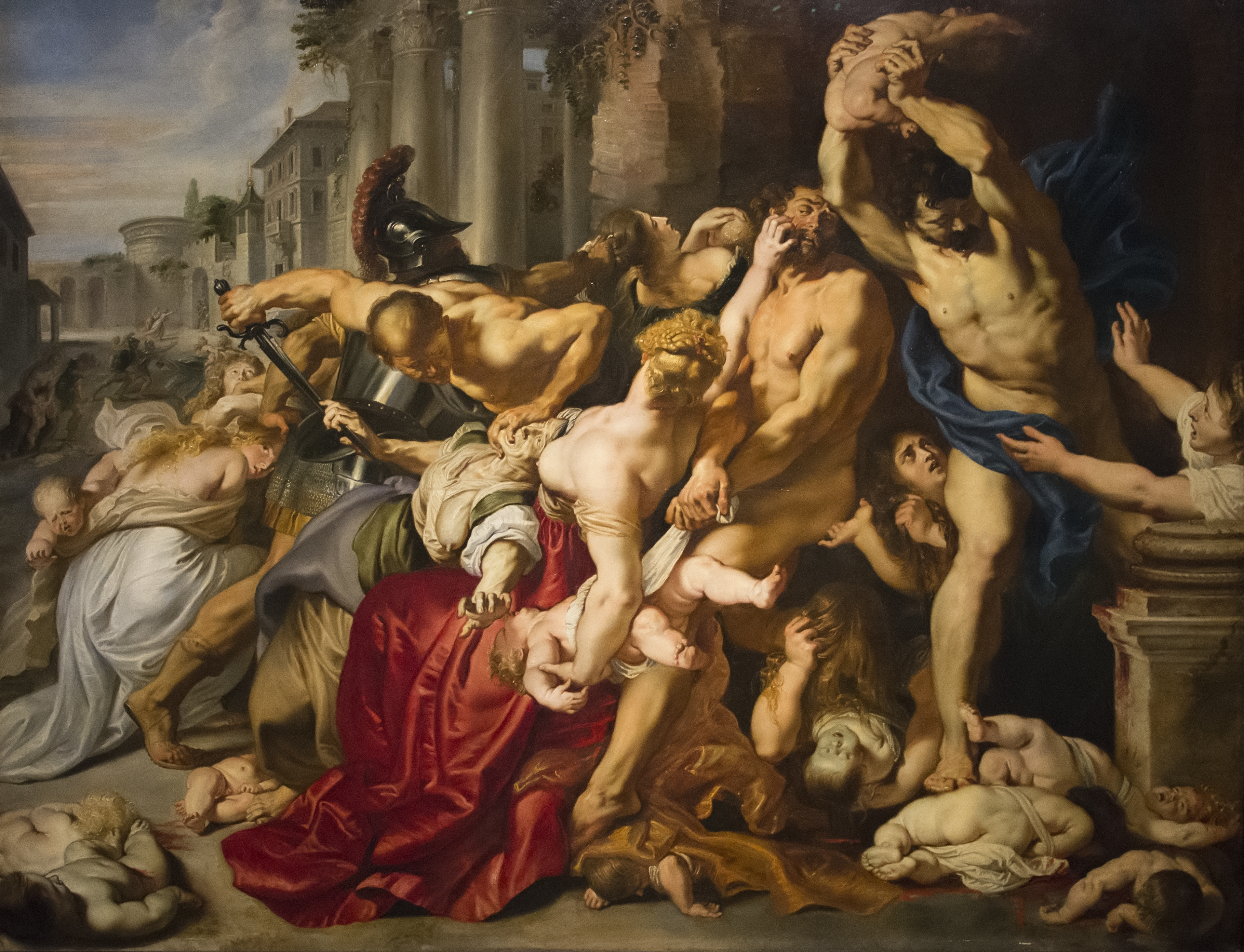
De kindermoord te Bethlehem, Rubens Art Gallery of Ontario (AGO)

Het feest van de Onnozele Kinderen of Onschuldige Kinderen wordt op 28 december gevierd. Op die dag herdenkt de Katholieke Kerk de kindermoord van Bethlehem, die volgens het Nieuwe Testament op last van koning Herodes de Grote werd uitgevoerd (Matteüs 2:16-18). De katholieke traditie leert dat Herodes in zijn willekeur daarmee brandend onrecht heeft gedaan. De mens Herodes liet zijn eigen besluit uitvoeren, maar God had al in de tien geboden aan de mens geleerd dat opzettelijke moord niets goeds heeft.

## Het verhaal
Herodes was bang dat de komst van een nieuwe Joodse koning het einde van zijn macht zou betekenen. Van de Wijzen uit het Oosten hoorde hij dat die nieuwe koning in Bethlehem geboren zou worden. Toen de Wijzen in een droom vernamen dat Herodes kwaadaardige bedoelingen had en Jezus wilde doden, leidden ze hem om de tuin. Daarop ontstak Herodes in een hevige toorn en liet zijn mannen in Bethlehem en omstreken al de jongens van twee jaar en jonger vermoorden. Jozef had echter in een droom van een engel opdracht gekregen met Maria en Jezus te vluchten naar Egypte waar zij bleven tot de dood van Herodes.

## Datum
De datum van Jezus' geboorte is niet bekend, maar wordt traditioneel gevierd op 25 december. Het feest van de Drie Koningen en het feest van de Onnozele Kinderen zijn kort daarna, maar niet in de te verwachten volgorde. Meestal legt men dat uit door te zeggen dat er na het bezoek van de koningen (6 januari) bijna een jaar voorbijging voordat Herodes bevel gaf tot de kindermoord (28 december). Overigens vierden de vroegste christenen in het oosten Jezus' geboorte met driekoningen zoals dit werd ingesteld door de patriarch van Jeruzalem, terwijl de patriarch van Rome voor 25 december koos.

## Het volksfeest
Het feest van de Onnozele Kinderen werd voor het eerst in het jaar 505 in Carthago gevierd. Het stamt van een oud Romeins kinderfeest (festum puerorum). Dit verkleedfeest, waarin oosterse, Romeinse en Keltische elementen waren opgenomen, werd door de kerk verboden. Onnozele-Kinderen is in Nederland en België uiteindelijk overschaduwd door (en geïntegreerd in) de viering van Sinterklaas, en daarmee weer door de kerk erkend.
Op het feest van de Onnozele Kinderen gingen, net als bij Sint-Maarten kinderen de straat op om te bedelen om snoep en geld. Kenmerkend is dat de kinderen verkleed als volwassenen langs de deuren gingen om hun lied te zingen. Dit bedelen om snoep en geld gaat terug op het kinderbisschopsspel.
Bij het kinderbisschopsspel werd tijdens de vespers onder het Magnificat onder de scholieren een kinderbisschop gekozen. Deze jongen trad dan enkele dagen in klooster- en kapittelkerk als bisschop op. Met een groep kinderen als aanhang ging hij bij hoogstaande personen van kerk en gemeente eten en kreeg daar ook kleine geschenken. Ook verkleedpartijen hoorden bij het feest en er werden geschenken gegeven aan de koorknapen. In veel gezinnen mag het jongste kind op Onnozele Kinderen kiezen wat er die dag gegeten wordt.

## Bijgeloof
In de middeleeuwen ontstond het bijgeloof dat 'Onnozele Kinderdag' een ongeluksdag was, hetzij een dag waarop men best niets ondernam. Bij uitbreiding werd de dag waarop het feest viel, voor het hele volgende jaar als ongeluksdag gebrandmerkt. Dat deze vorm van bijgeloof ingang vond, is zelfs op het staatkundige vlak vastgesteld:
- In 1408 gingen onderhandelingen door tussen de rijkssteden van de Elzas en de landvoogd Reinhard von Sickingen. Op 4 april werden de onderhandelingen voorzichtigheidshalve opgeschort 'omdat het de Kinderdag was'.
- In 1461 wilde men in Engeland de kroningsdag van koning Eduard IV van Engeland met een dag uitstellen, om niet op de zondag te vallen die dat jaar de 'onheilbrengende' dag van de onnozele kinderen was. Uiteindelijk ging de kroning dan toch de zondag door.
- Koning Lodewijk XI van Frankrijk was in 1475 in vredesonderhandelingen met zijn vijand, Eduard IV, koning van Engeland. Voor ze elkaar ontmoetten kwam het bericht dat duizenden Engelse soldaten Amiens hadden ingenomen. Lodewijk wilde dat slechte nieuws op onnozelekinderdag gewoon niet aanhoren en toen de kroniekschrijver de Commynes het hem kwam melden besliste hij dat dan maar de onnozele-kinderdag naar een latere datum moest verschoven worden. Uiteindelijk kwam het bericht dat de Engelsen geen kwaad wilden in Amiens en er zich alleen maar bezopen hadden. Lodewijk XI hield eraan ook nadien de dag in kwestie op te volgen en bijvoorbeeld die dag niet op stap te gaan.
- Karel de Stoute lag in de herfst van 1476 met zijn troepen klaar om het gevecht aan te gaan met hertog René II, tot plots de Duitse huurlingen op 17 oktober weigerden te strijden 'omdat het de dag van de Onnozele Kinderen was'.

Het is duidelijk dat ook bij de gewone burgers, zeker in Frankrijk, Engeland en de Nederlanden dit bijgeloof ingang vond. De Kerk bestreed het, maar het bleef wel tot in de achttiende eeuw levendig.

## Trivia
- Deel III van Merijntje Gijzen's jeugd van A.M. de Jong heeft als ondertitel Onnozele kinderen.
- In Spaanstalige landen en ook in België worden op Onnozele-Kinderen grappen uitgehaald als elders op 1 april.
- De Onnozele Kinderen of Onschuldige Kinderen is een bekend thema in de beeldende kunst; onder meer Pieter Bruegel de Oude en Peter Paul Rubens wijdden er grote doeken aan.

## Meer informatie
- Van Allerheiligen tot Sint Juttemis, Achtergronden van onze feestdagen, Inez van Eijk, (Utrecht/Antwerpen, 1993)
- Herdenking van de kindermoord te Bethlehem. Onnozele-Kinderendag, J. Ketelaars, in: Traditie, tijdschrift over tradities en rituelen, jaargang 9, nr. 4 (2003)
- Jean GERSON, Contra supertitionem presertim Innocentum, Œuvres complètes, éd. Mgr Palémon Glorieux, Parijs en Doornik, Desclée, 1960-1973, Tome V.
- Philippe DE COMMYNES, Mémoires, in: Albert Pauphilet & Edmond Pognon, Historiens et chroniqueurs du Moyen Age, Parijs, Bibliothèque de la Pléiade, 1958.
- Jean-Baptiste THIERS, Traité des superstitions, 1679.
- Johannes HUIZINGA, Een merkwaardig bijgeloof: "Onnozele  kinderen" als ongeluksdag, Verzamelde Werken, Deel 4, Haarlem, 1949.